# Saugus (Massachusetts)
Saugus es un pueblo ubicado en el condado de Essex en el estado estadounidense de Massachusetts. En el Censo de 2010 tenía una población de 26.628 habitantes y una densidad poblacional de 871,28 personas por km².

## Geografía
Saugus se encuentra ubicado en las coordenadas 42°28′6″N 71°0′50″O / 42.46833, -71.01389. Según la Oficina del Censo de los Estados Unidos, Saugus tiene una superficie total de 30.56 km², de la cual 27.96 km² corresponden a tierra firme y (8.53%) 2.61 km² es agua.

## Demografía
Según el censo de 2010, había 26.628 personas residiendo en Saugus. La densidad de población era de 871,28 hab./km². De los 26.628 habitantes, Saugus estaba compuesto por el 91.93% blancos, el 2.07% eran afroamericanos, el 0.15% eran amerindios, el 2.67% eran asiáticos, el 0.01% eran isleños del Pacífico, el 1.61% eran de otras razas y el 1.55% pertenecían a dos o más razas. Del total de la población el 4% eran hispanos o latinos de cualquier raza.